# Autreville-sur-la-Renne
Autreville-sur-la-Renne är en kommun i departementet Haute-Marne i regionen Grand Est (tidigare regionen Champagne-Ardenne) i nordöstra Frankrike. Kommunen ligger i kantonen Châteauvillain som tillhör arrondissementet Chaumont. År 2017 hade Autreville-sur-la-Renne 382 invånare.
Den 1 januari 2012 bröt sig Lavilleneuve-au-Roi ut ur kommunen Autreville-sur-la-Renne.

## Befolkningsutveckling
Antalet invånare i kommunen Autreville-sur-la-Renne
| Referens: INSEE |